# Das Haus mit der Nr. 30
Das Haus mit der Nr. 30 war eine deutsche Familienserie. Die von der ARD produzierte Serie lief erstmals am 13. Mai 1977 im Nachmittagsprogramm der ARD und danach bis 1983. Später wurden die Folgen dann auf den dritten Fernsehprogrammen wiederholt.
Die Serie spielte in einem Münchner Mietshaus der 1970er Jahre und brachte es auf insgesamt 41 Folgen, die in 4 Staffeln aufgeteilt waren.
Die Serie lief im Rahmen der Kinderserie Das feuerrote Spielmobil.

## Hauptakteure
- Familie Koch: Der Vater arbeitete als Rangierer bei der Bahn. Die Mutter war Hausfrau. Die Kinder Thomas und Claudia gehörten ebenfalls zur Familie
- Familie Griesbeck: Herr Griesbeck und seine Frau waren die Hausmeister des Hauses mit der Nr. 30
- Josch, der Taxifahrer: Ein notorisch klammer Mensch um die 30, der sich gut mit allen im Haus verstand und in seinem Strich-8-Taxi durch die Stadt fuhr.

## Handlung
Die Familienserie „Das Haus mit der Nr. 30“ handelt von der Familie Koch, die in das Haus mit der Nr. 30 einzieht. Während eines völlig chaotischen Umzuges macht die Familie Koch in der Nachbarschaft auf sich aufmerksam – positiv wie negativ. Nachdem der Umzug weitgehend vollzogen ist, versucht die Familie Koch sich an die neue Umgebung, und an ihre Nachbarn, zu gewöhnen. Mit einigen Nachbarn entwickeln die Kochs gute Freundschaften, mit anderen dagegen gibt es Streitigkeiten über den Trubel, den die Kinder der Kochs ins Haus bringen.

## Folgen
13. Mai bis Juli 1977:
- 1. Da sollen wir wohnen?
- 2. Der Tag fängt ja gut an!
- 3. Und wenn das Haus wegschwimmt?
- 4. Wer hat hier 'ne Katze?
- 5. Wo steckt denn die Nicki?
- 6. Ich bring' den Karl mal mit!
- 7. Das ist ja nochmal gutgegangen
- 8. Mein Vater singt im Treppenhaus
- 9. Hier riecht's nach Feuer!

Oktober bis Dezember 1977:
- 10. Jetzt reicht's mir aber!
- 11. Wo ist der Elefant?
- 12. Nicki sucht einen Vater
- 13. Heute gibt's Pilze
- 14. Mutter ist krank
- 15. Wir brauchen ein Auto
- 16. Ist da nicht ein Einbrecher?
- 17. Achtung, der Waggon, Herr Koch!
- 18. Oma kommt

Mai bis Juli 1978:
- 19. Ich dachte: Der Josch ist mein Freund
- 20. Die Katze muß weg!
- 21. Ich hab' nichts gegen Kinder
- 22. Nicki, wach auf!
- 23. Wo steckt denn mein Sofa?
- 24. Ich krieg' einen Papi!

Oktober bis Dezember 1978:
- 25. Dann gehe ich zur Polizei
- 26. Elisabeth, mir ist was schreckliches passiert
- 27. Ab heute heißt du Peter!
- 28. Herr Griesbeck, Sie sehen Gespenster!
- 29. Bitteschön, das ganze nochmal!
- 30. Was machst'n Du da, mitten in der Nacht?
- 31. Sag mal, hörst Du nicht?
- 32. Erich, wo hast Du den Hund her?

Mai bis Juli 1979:
- 33. Sie können uns doch nicht im Stich lassen, Herr Griesbeck!
- 34. Kannst ruhig Bulli zu mir sagen!
- 35. Wollen Sie mich vergiften?
- 36. Erich, was hast Du vor?
- 37. Nicki, wieso mußt Du Geld verdienen?
- 38. Ich find' Dich gemein, Karl!
- 39. Zählen müßte man können, Herr Schwarz!
- 40. Achtung! Ente im Bad!
- 41. Du hast Nerven, wir ziehen doch heute aus!

## DVD
Die Folgen 1 bis 23 sind 2008 auf DVD erschienen.